# 581 Tauntonia
581 Tauntonia
581 Tauntonia là một tiểu hành tinh ở vành đai chính. Nó được J. H. Metcalf phát hiện ngày 24.12.1905 ở Taunton, Massachusetts (Hoa Kỳ) và được đặt theo tên thành phố Taunton, tiểu bang Massachusetts, nơi có đài thiên văn mà J. H. Metcalf phát hiện ra tiểu hành tinh này